# Бистражин
Бистражин (алб. Bishtazhin/Bistazhini) је насељено место у општини Ђаковица, на Косову и Метохији. Према попису становништва из 2011. у насељу је живело 429 становника.

## Положај
Атар насеља се налази на територији катастарске општине Бистражин површине 310 ha.

## Историја
Село се први пут помиње у Светоарханђелској повељи цара Стефана Душана из 1348. године.
На северном ободу села, на путу Призрен—Ђаковица, некадашњој траси старог средњовековног пута, налази се Терзијски мост преко реке Рибник (Ереник), дужине преко 190 метара и ширине до 3,5 метара са, типичних 11 полуобличастих лучних отвора. Овај пример старе мостоградње сачуване у Србији, заштићен још 1962. године, налази се на листи споменика културе од изузетног значаја.
На брегу изнад села, на старим темељима, 1930. између Првог и Другог светског рата подигнута је лепа и скромна сеоска Црква Св. Илије. Зидана је од делимично тесаног камена са звоником на западној страни. Она је разорена и спаљена априла 1941. године, када су Албанци спалили сва црногорска села у Метохији. Црква је обновљена 1991, али су је шиптарски екстремисти демолирали и озбиљно оштетили ручним бомбама у јуну 1999, након доласка италијанских снага КФОР-а. У мартовском погрому 2004 потпуно је уништена.
Око цркве је српско гробље које је последњих деценија често скрнављено од стране албанских шовиниста. У селу више нема Срба.

## Становништво
Према попису из 2011. године, Бистражин има следећи етнички састав становништва:
| Националност | 2011.        |
| Албанци      | 429 (100,0%) |
| Укупно       | 429          |

| Демографија | Демографија | Демографија |
| Година      | Становника  | Становника  |
| ----------- | ----------- | ----------- |
| 1948.       | 327         |             |
| 1953.       | 356         |             |
| 1961.       | 402         |             |
| 1971.       | 503         |             |
| 1981.       | 627         |             |
| 1991.       | 681         |             |
| 2011.       | 429         |             |